# Scrophularia uniflora
Scrophularia uniflora är en flenörtsväxtart som beskrevs av Richter och Otto Stapf. Scrophularia uniflora ingår i släktet flenörter, och familjen flenörtsväxter. Inga underarter finns listade i Catalogue of Life.